# Alizée Dahon
Pour les articles homonymes, voir Dahon (homonymie).
Alizée Dahon, née le 8 mars 2002 à Montpellier, est une  skieuse alpine française.

## Biographie

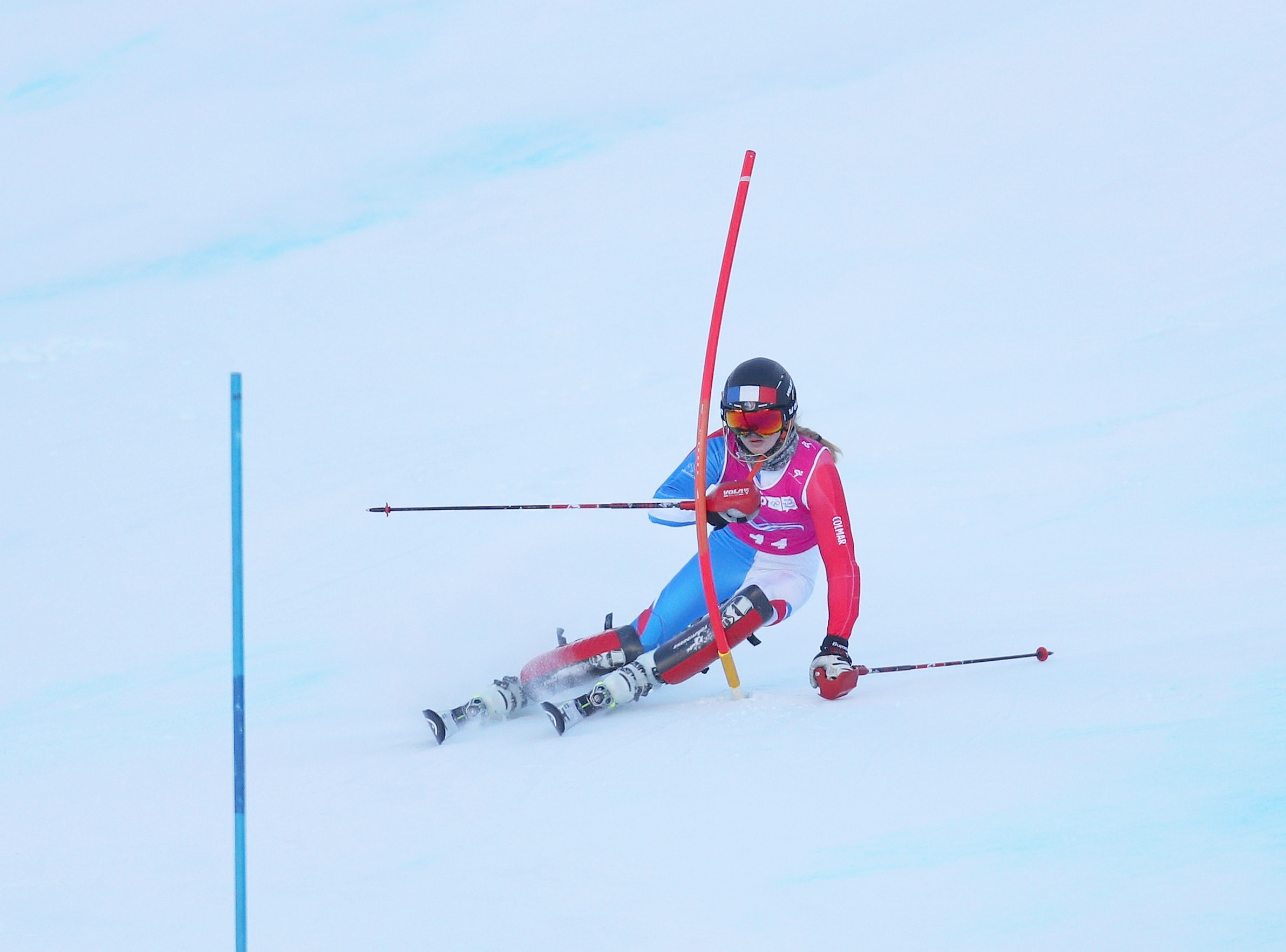
Slalom des jeux olympiques de la jeunesse 2020

Alizée Dahon grandit à Lavérune (Hérault) et commence le ski à l'âge de trois ans. À 7 ans elle entre au club d'Ax-les-Thermes, puis elle intègre le lycée climatique de Font-Romeu en classe de 6e. C'est en juin 2016 qu'elle rejoint le club des sports de Courchevel ainsi que le lycée de Moûtiers en sports-études. Fin 2018, elle accède à l'équipe de France Juniors.
En janvier 2020, elle participe aux jeux olympiques de la jeunesse aux Diablerets. Elle y prend la 14e place du slalom.
Début février 2021, elle dispute sa première épreuve de Coupe d'Europe sur le slalom géant de Krvavec. Dix jours plus tard elle marque ses premiers points en Coupe d'Europe dans le slalom géant de Berchtesgaden. Début mars elle participe à ses premiers championnats du monde juniors à Bansko où elle se classe 19e dans le super G. Fin mars elle prend la 3e des championnats de France U21 (moins de 21 ans) de slalom aux Gets. 
En mars 2022 elle est sacrée championne de France U21 de slalom géant à Auron, devant Clarisse Brèche.
En janvier 2023, pour sa 3e participation aux championnats du monde juniors, elle se classe 6e du slalom géant à Saint-Anton. Trois jours plus tard elle obtient son premier top-10 en coupe d'Europe dans le premier slalom de Vaujany. Elle prend aussi la 11e place du slalom géant des finales de la Coupe d'Europe à Narvik (meilleure française).
Elle dispute sa première épreuve de Coupe du monde le 28 décembre 2023 sur le slalom géant de Lienz où elle frôle la qualification pour la seconde manche à moins de 2 dixièmes de seconde.

## Palmarès

### Coupe du monde
- 2 slaloms géants disputés

### Championnats du monde juniors
| Épreuve / Édition           | Descente | Super G | Slalom géant | Slalom | Combiné | Team event |
| Mondiaux 2021 Bansko        | annulé   | 19e     | Ab           | Ab     | annulé  | annulé     |
| Mondiaux 2022 Panorama (en) | -        | -       | 18e          | Ab     | -       | 10e        |
| Mondiaux 2023 Saint-Anton   | -        | -       | Ab           | 6e     | -       | 9e         |

### Coupe d'Europe
2 tops-15 dont 1 top-10 :
- 10e du slalom de Vaujany en janvier 2023

49 épreuves disputées (à fin mars 2024)

#### Classements
| Saison / Épreuve | Saison / Épreuve | Général | Général | Descente | Descente | Super G | Super G | Géant  | Géant  | Slalom | Slalom | Combiné | Combiné |
| ---------------- | ---------------- | ------- | ------- | -------- | -------- | ------- | ------- | ------ | ------ | ------ | ------ | ------- | ------- |
| Saison / Épreuve | Saison / Épreuve | Class.  | Points  | Class.   | Points   | Class.  | Points  | Class. | Points | Class. | Points | Class.  | Points  |
| 2020-2021        | 2020-2021        | 181e    | 3       | –        | –        | –       | –       | 76e    | 3      | –      | –      | –       | –       |
| 2021-2022        | 2021-2022        | 152e    | 17      | –        | –        | –       | –       | 57e    | 17     | –      | –      | –       | –       |
| 2022-2023        | 2022-2023        | 96e     | 65      | –        | –        | –       | –       | 46e    | 31     | 45e    | 34     | –       | –       |
| 2023-2024        | 2023-2024        | 104e    | 49      | –        | –        | –       | –       | 30e    | 49     | -      | -      | –       | –       |

### Jeux olympiques de la jeunesse d’hiver
| Édition/Épreuve         | Super G | Slalom géant | Slalom | Super-combiné | Équipes |
| JOJ 2020 Les Diablerets | Ab      | Ab           | 14e    | Ab            | -       |

### Championnats de France

#### Élite
| Édition / Epreuve                               | Descente | Super-G | Slalom géant | Slalom | Super combiné | Parallèle |
| ----------------------------------------------- | -------- | ------- | ------------ | ------ | ------------- | --------- |
| Championnats 2019 Auron                         | -        | 35e     | 36e          | Ab     | -             | -         |
| Championnats 2021 Saint-Jean-d'Aulps / Les Gets | -        | 31e     | 16e          | 5e     | 19e           | -         |
| Championnats 2022 Auron                         | -        | 21e     | 6e           | Ab     | 12e           | 9e        |
| Championnats 2023 Les Orres                     | -        | -       | Ab           | 10e    | -             | -         |
| Championnats 2024 Avoriaz / Megève              | annulée  | 17e     | Ab           | Ab     | -             | -         |
| Championnats 2025 Méribel                       | -        | 12e     | 10e          | Ab     | -             | -         |

#### Jeunes
1 titre de Championne de France

##### Juniors U21 (moins de21 ans)
2022 à Auron:
- Championne de France de slalom géant

2021 aux Gets:
- 3e des championnats de France de slalom